# 張湘 (嘉靖進士)
張湘（？年—？年），山西太原府石州人，民籍。明朝政治人物。

## 生平
嘉靖元年（1522年）壬午科山西鄉試舉人，嘉靖五年（1526年）丙戌科三甲一百五十七名進士，授中书舍人，十五年五月奉命校对《宋史》，升禮部儀制司署员外郎，诰敕房办事，升順天府府丞，照旧诰敕房办事，二十年十二月升光禄寺卿，照旧带俸办事。二十四年三月考察闲住。